# 蕭景訓
蕭景訓（1548年—？），字希之，號抑堂、如斋，江西吉安府泰和縣人，軍籍，明朝政治人物。

## 生平
隆慶四年（1570年）庚午科江西鄉試第十五名，萬曆二年（1574年）甲戌科會試第一百十七名，登二甲第九名進士。授泰州知州，丁父憂歸。服闋，補夷陵州知州，晉工部营缮司員外郎，明年升郎中，督修慈宁宫，事成，受白金、文绮之賜。尋添注屯田司郎中，督神宗壽宫工程，卒于官。

## 家族
曾祖蕭洤；祖父蕭軻；父直斋公蕭懷恭。母曾氏。具慶下。兄蕭景周、蕭景和。弟蕭景星、蕭景運。